# Lauri Läänemets
Lauri Läänemets, né le 31 janvier 1983 à Tallinn, est un homme politique estonien, membre du Parti social-démocrate.

## Biographie
En 2007, il est diplômé en gestion des loisirs de l'université de Tallinn.
De 2013 à 2017, il est maire de la municipalité rurale de Väätsa.
Depuis 2010, il est membre du Parti social-démocrate, dont il est élu président le 5 février 2022 par les membres lors de son assemblée générale.
En 2019, il est élu député au Riigikogu et réélu le 5 mars 2023.
Il est ministre de l'Intérieur à partir du 18 juillet 2022 dans les gouvernements Kaja Kallas II, III et Michal. Il démissionne de son poste le 11 mars 2025 quand son parti décide de quitter le gouvernement.